# 1697

## Esdeveniments
- 10 d'agost: Després del setge de Barcelona els francesos ocupen Barcelona i part del territori del Principat de Catalunya. Vendôme jura les Constitucions catalanes en nom de Lluís XIV de França.
- 21 de setembre: Amb la Pau de Rijswijk, el Regne de França pacta la reintegració del Principat al patrimoni dels Habsburg. França va firmar amb les Províncies Unides, el Regne d'Anglaterra i Espanya els tractats que posaven fi a la guerra de la lliga d'Augsburg. Així, va acordar devolucions mútues de territoris amb les Províncies Unides, el lliure comerç i l'anomenat dret de barrera amb els Països Baixos, i la llibertat de comerç i navegació amb Anglaterra. va restituir a Guillem III el principat d'Orange alhora que el reconeixia com a rei d'Anglaterra. A Espanya li va tornar Luxemburg, el Principat de Catalunya, nombroses places dels Països Baixos i ciutats ocupades del Comtat de Namur, Ducat de Brabant, Flandes i l'Hainaut.[1]
- Divisió d'Hispaniola entre Santo Domingo i Saint-Domingue[2]

## Naixements
- 30 de març, Venècia: Faustina Bordoni, mezzosoprano italiana, una de les primeres grans prime donne (m. 1781).[3]
- 25 de setembre, castell de Chamrond, Borgonya: Marie-Anne de Vichy-Chamrond, marquesa du Deffand, escriptora i tertuliana francesa (m. 1780).[4]
- 7 d'octubre, Venècia: Il Canaletto –Giovanni Antonio Canal–, el pintor de Venècia per excel·lència (m. 1768).[5]

## Necrològiques
- 8 de gener, Edimburg, Regne d'Escòcia: Thomas Aikenhead, darrera persona executada per blasfèmia a la Gran Bretanya.
- 3 de març, Jiangxi (Xina): Adrien Greslon, jesuíta francès, missioner al Canadà i a la Xina (n. 1618)[6]
- 1 d'octubre, París: Claudine Bouzonnet-Stella, gravadora, dibuixant i pintora francesa (n. 1636).[7]